# Tin Oo
Tin Oo (en birmano: တင်ဦး, [tɪ̀ɰ̃ ʔú]; 11 de marzo de 1927 - 1 de junio de 2024), a menudo referido como U Tin Oo, fue un político, activista y general birmano en las Fuerzas Armadas, y uno de los fundadores de la National League for Democracy (NLD) en Myanmar, el partido político prodemocracia más grande del país

## Carrera militar
Tin Oo se unió al ejército el 26 de febrero de 1946 como segundo teniente en el Burma Rifles Battalion. Alcanzó los rangos de teniente el 7 de enero de 1947, capitán el 27 de septiembre de 1948, y sirvió como oficial ejecutivo en la sede del Entrenamiento de las Fuerzas Armadas. El 22 de junio de 1949 fue transferido al Batallón No. 1 de Rifles de Birmania como comandante de compañía. Fue promovido al rango de mayor el 25 de enero de 1950, y se convirtió en vicecomandante del Batallón No. 1 de Rifles de Birmania y asumió el cargo de comandante interino del batallón el 27 de noviembre de 1952.
Tin Oo fue ascendido a teniente coronel el 21 de enero de 1954, y se convirtió en comandante de la 4.ª Brigada de Infantería el 30 de mayo de 1957. Luego fue transferido a la Escuela de Entrenamiento de Oficiales, Bahtoo como comandante el 13 de septiembre de 1957. A lo largo de 1958 y 1961, se desempeñó como comandante del batallón del Batallón de Infantería No. 14 (a partir del 18 de noviembre de 1959) y del Batallón No. 2 de Rifles de Birmania (a partir del 16 de febrero de 1962), y después de su ascenso a coronel, se convirtió en comandante interino de la Brigada de Infantería No. 13 (a partir del 20 de febrero de 1962).
Tin Oo luego recibió el mando del Comando Militar Regional del Sudoeste y fue ascendido al rango de colonel el 14 de febrero de 1964. El 19 de septiembre de 1964, se convirtió en comandante del Comando Militar Regional Central. Fue ascendido al rango de brigadier general y se convirtió en subjefe de estado mayor de las Fuerzas Armadas el 20 de abril de 1972. El 8 de marzo de 1974 fue ascendido al rango de general y se convirtió en comandante en jefe de las Tatmadaw. Fue comandante en jefe de las fuerzas armadas durante la represión sangrienta de las protestas estudiantiles en torno al funeral del ex Secretario General de la ONU, U Thant.
Durante su carrera militar, Tin Oo recibió la medalla Thura, un prestigioso premio por valentía y coraje frente al enemigo que puede ser otorgado a miembros de las Fuerzas Armadas de Myanmar. Dirigió campañas tanto tácticas como estratégicas contra la Karen National Union así como contra el Partido Comunista de Birmania y varios grupos armados étnicos, especialmente en el norte y este del país.

## Retiro forzoso

### Acusaciones e encarcelamiento
El 6 de marzo de 1976, según la Orden No. 26/76 emitida por el Consejo de Estado, Tin Oo fue obligado a retirarse de su cargo como Comandante en Jefe de las Tatmadaw. Según la explicación oficial dada por el entonces partido gobernante, el Burma Socialist Programme Party, fue forzado a retirarse porque la Dra. Daw Tin Moe Wai, su esposa, rompió las reglas y regulaciones establecidas para las esposas de los oficiales al aceptar numerosos sobornos, afectando así la posición del General Tin Oo.
Después de su retiro forzoso, fue acusado de alta traición contra las fuerzas armadas, el partido (BSPP) y el estado. Posteriormente fue arrestado y juzgado por la presunta retención de información relacionada con un intento fallido de golpe de Estado contra el general Ne Win y el Consejo de Estado. El 11 de enero de 1977, el Juez U Ohn Maung, Presidente del Comité de Justicia Divisional para la División de Yangon, lo condenó a 7 años de trabajos forzados e prisión según la Ley de Crímenes contra el Estado y Traiciones Mayores 124. El posterior recurso de Tin Oo de esta sentencia el 20 de agosto de 1977 fue desestimado sumariamente por el Juez Soe Hlaing del Consejo de Justicia Popular, equivalente a una Corte Suprema, y confirmó la sentencia dictada por el Comité de Justicia de la División de Yangon. El Coronel Hla Pe, comandante del Comando Regional del Norte, el Coronel Maung Maung, Coronel General del Estado Mayor y el Coronel Myo Aung, comandante del Colegio de Defensa Nacional, también fueron destituidos y los dos primeros fueron encarcelados junto con el General Tin Oo.

## Carrera política
Tin Oo fue liberado bajo amnistía general en 1980, después de lo cual estudió y obtuvo un título en derecho. El 2 de septiembre de 1988, se convirtió en vicepresidente de la National League for Democracy (NLD), y el 20 de diciembre, en presidente del NLD. El 20 de julio de 1989 fue puesto bajo arresto domiciliario y a partir del 22 de diciembre de 1989, estuvo encarcelado durante tres años.
El 30 de mayo de 2003, Tin Oo, viajando con la caravana de Aung San Suu Kyi, líder del NLD, fue atacado en la aldea norteña de Depayin por una multitud patrocinada por el gobierno, asesinando y hiriendo a muchos de sus seguidores. Tin Oo fue llevado bajo custodia junto con Aung San Suu Kyi y fue inicialmente detenido en la prisión de Kalay en el noroeste de Myanmar. En febrero de 2004 fue llevado de vuelta a su hogar en Yangon, donde fue mantenido bajo arresto domiciliario. La junta extendió su detención por un año en febrero de 2007, 2008 y 2009. Esta última extensión violaba la ley birmana en ese momento, pero la junta no dio ninguna explicación. Fue liberado del arresto domiciliario el 13 de febrero de 2010.
Después de que se levantaron las restricciones sobre el NLD en 2010, Tin Oo continuó trabajando en el partido y participó en la campaña para las elecciones generales de Myanmar de 2015, que el NLD ganó por amplio margen. Se le mencionó como posible candidato a la presidencia pero declinó, diciendo que prefería ayudar a Aung San Suu Kyi "todo lo que pudiera". Tras el golpe de Estado de Myanmar de 2021, Tin Oo permaneció en su residencia en Yangon, donde fue visitado por el líder de la junta Min Aung Hlaing, y posteriormente por un monje budista pro-junta que sugirió que Aung San Suu Kyi se retirara de la política. Este último incidente llevó a su familia a anunciar una prohibición de visitas.

## Muerte
Tin Oo falleció en Yangon el 1 de junio de 2024, a la edad de 97 años. Había estado hospitalizado desde el 29 de mayo con neumonía. Más de 1000 personas acompañaron su funeral.